# Khedara
Khedara (în arabă لخضارة) este o comună din provincia Souk Ahras, Algeria.
Populația comunei este de 8.329 de locuitori (2008).